# ブルーオアシスII 3D
『ブルーオアシスII 3D』（原題：Deep Sea 3D）は2006年公開の映画作品。米加共同制作。日本の劇場ではIMAXシアター限定公開。

## 概要
地球の海中に住む生き物たちと一緒に泳いでいるように撮影され、一見風変わりな生き物たちが登場するドキュメンタリー作品。

## ナレーション
俳優の横のカッコ内はBD日本語吹替キャスト。
- ジョニー・デップ[2]（森川智之）[1]
- ケイト・ウィンスレット[2]（園崎未恵）[1]

## Blu-ray Disc
ワーナー・ホーム・ビデオより『IMAX: Deep Sea 3D&2D』のタイトルでBDが2010年11月23日リリース。